# Open de Nice Côte d'Azur 2015
Open de Nice Côte d'Azur 2015 — тенісний турнір, що проходив на ґрунтових кортах у місті Ніцца, Франція з 18 травня. Належав до категорії ATP World Tour 250.

## Фінальна частина

### Одиночний розряд
Домінік Тім —  Леонардо Маєр 6–7(8–10), 7–5, 7–6(7–2)

### Парний розряд
Мате Павич /  Майкл Вінус —  Жан-Жульєн Роєр /  Горія Текеу 7–6(7–4), 2–6, [10–8]